# Oeland Tayen
Oeland Tayen (gestorben 1439 in Köln) war eine niederländische Ordensfrau im  Kloster Diepenveen und Priorin im Kloster Köln.

## Leben
Oeland Tayen war die Schwester von Liesbeth Tayen. Beide traten in das Kloster Diepenveen ein, einem der ersten Frauenkloster der Devotio moderna, in dem Liesbeth Tayen auch als Priorin diente. Sie soll den Rektor Johannes Brinckerinck einmal gefragt haben, warum er Frauen anders anspreche als Männer. Daraufhin antwortete er: „Ja, ich muss Frauen anders behandeln als meinesgleichen.“ Später wurde Oeland zur Priorin eines Klosters in Köln gewählt, wo sie 1439 an der Pest starb.